# Fjodor Smolov
Fjodor Michailovitsj Smolov (Russisch: Фёдор Михайлович Смолов) (Saratov, 9 februari 1990) is een Russisch voetballer die doorgaans als aanvallende middenvelder speelt. Smolov debuteerde in 2012 in het Russisch voetbalelftal.

## Clubcarrière

### Dinamo Moskou
Smolov speelde in de jeugd bij Sokol Saratov en Saturn Moskou voor hij in 2007 de overstap naar Dinamo maakte. Daar speelde hij tot medio 2010 dertig wedstrijden in de Premjer-Liga, waarin hij één doelpunt maakte. Smolov speelt ook in het Russisch voetbalelftal onder 21.

### Feyenoord
In de voorbereiding op het seizoen 2010/11 werd Smolov naar Feyenoord gehaald voor een kennismakingsstage. Hij speelde ook een oefenwedstrijd mee tegen de amateurs van Voorschoten '97, waarin hij twee keer scoorde. Op 30 juli luisterde Smolov zijn eerste basisplaats op met een treffer in de oefenwedstrijd tegen Benfica. Dinamo Moskou leende hem in juli 2010 voor een jaar uit aan Feyenoord. Daarbij bedong de Russische club het recht hem indien gewenst in de winterstop terug te halen. Daarvan maakte Dinamo ook gebruik.

### Terug in Rusland
In het seizoen 2012/13 werd hij verhuurd aan Anzji Machatsjkala. Smolov keerde terug bij Dinamo en werd begin 2014 wederom aan Anzji verhuurd. In het seizoen 2014/15 speelde Smolov op huurbasis bij FK Oeral, waar hij acht doelpunten maakte in 22 duels in de Premjer-Liga. In juli 2015 tekende hij transfervrij een contract bij FK Krasnodar, waarvoor Smolov op 10 augustus 2015 tegen Koeban Krasnodar zijn eerste doelpunt maakte. Met de club plaatste hij zich in augustus 2015 via voorrondes voor de UEFA Europa League 2015/16; in de kwalificatieronde maakte hij twee doelpunten in vier wedstrijden. In de Europa League speelde Smolov uiteindelijk in totaal twaalf wedstrijden. In dienst van FK Krasnodar werd Smolov topscorer van de Premjer-Liga in het seizoen 2015/16 met 20 treffers. In januari 2020 werd Smolov tot het einde van het seizoen uitgeleend aan Celta de Vigo. Begin 2022 ging hij naar Dinamo Moskou.

## Clubstatistieken
| seizoen | club                        | competitie   | duels | goals |
| ------- | --------------------------- | ------------ | ----- | ----- |
| 2007/08 | Dinamo Moskou               | Premjer-Liga | 3     | 0     |
| 2008/09 | Dinamo Moskou               | Premjer-Liga | 7     | 3     |
| 2009/10 | Dinamo Moskou               | Premjer-Liga | 18    | 3     |
| 2010/11 | → Feyenoord (huur)          | Eredivisie   | 11    | 0     |
| 2011/12 | Dinamo Moskou               | Premjer-Liga | 23    | 2     |
| 2012/13 | → Anzji Machatsjkala (huur) | Premjer-Liga | 15    | 0     |
| 2013/14 | Dinamo Moskou               | Premjer-Liga | 13    | 0     |
| 2013/14 | → Anzji Machatsjkala (huur) | Premjer-Liga | 11    | 2     |
| 2014/15 | Dinamo Moskou               | Premjer-Liga | 2     | 0     |
| 2014/15 | → FK Oeral (huur)           | Premjer-Liga | 22    | 8     |
| 2015/16 | FK Krasnodar                | Premjer-Liga | 29    | 20    |
| 2016/17 | FK Krasnodar                | Premjer-Liga | 22    | 18    |
| 2017/18 | FK Krasnodar                | Premjer-Liga | 22    | 14    |
| 2018/19 | FK Krasnodar                | Premjer-Liga | 2     | 1     |
| 2018/19 | Lokomotiv Moskou            | Premjer-Liga | 22    | 6     |

Bijgewerkt tot en met 9 juni 2019

## Interlandcarrière
Smolov maakte op 14 november 2012 zijn debuut in het Russisch voetbalelftal in een vriendschappelijke interland tegen de Verenigde Staten. Hij opende zelf na negen minuten speeltijd de score (eindstand 2–2). Op 21 mei 2016 werd Smolov opgenomen in de Russische selectie voor het Europees kampioenschap voetbal 2016 in Frankrijk. Daar werd de selectie onder leiding van bondscoach Leonid Sloetski in de groepsfase uitgeschakeld na een gelijkspel tegen Engeland (1–1) en nederlagen tegen Slowakije (1–2) en Wales (0–3). In mei 2018 werd Smolov door bondscoach Stanislav Tsjertsjesov opgenomen in de definitieve selectie voor het wereldkampioenschap in eigen land.

## Erelijst
Lokomotiv Moskou
Russische voetbalbeker: 2018/19, 2020/21
Russische supercup: 2019
Individueel
Topscorer Premjer-Liga: 2015/16 (20), 2016/17 (18)
Russisch voetballer van het jaar (Sport-Express): 2015/16, 2016/17, 2017/18